# Lethata sciophthalma
Lethata sciophthalma es una especie de polilla del género Lethata, orden Lepidoptera.
Fue descrita científicamente por Meyrick en 1931.

## Descripción
Su envergadura es de 22 mm.

## Distribución
Se encuentra en Brasil.